# Jan Grossarth
Jan Grossarth nació en 1981 en Heidelberg, creció en Osnabrück, estudió economía política en la Universidad de Múnich. Desde 2008 trabaja para el diario Frankfurter Allgemeine Zeitung en Fráncfort del Meno, Alemania.

## Condecoraciones
- 2009: Premio Axel Springer para periodistas jóvenes para su folletín sobre el Día de los Católicos (en alemán: Katholikentag) en Osnabrück en 2008 bajo el título Und vergib uns unsere Kartoffelschuld (Y perdónanos nuestra deuda de patatas).[2][3]
- 2011: Medienpreis Politik (Premio Medios Política) del Parlamento Federal de Alemania[4]

## Publicaciones
- 2011: Vom Aussteigen und Ankommen. Besuche bei Menschen, die ein einfaches Leben wagen. (Salirse del sistema y llegar. Visitando a hombres que se atreven a vivir una vida simple.) Editorial Riemann, Múnich, 320 pp., ISBN 978-3-442-15741-9